# Vízitök
A vízitök vagy tavirózsa (Nuphar) a tündérrózsafélék (Nymphaeaceae) családjába tartozó nemzetség, melynek egyetlen faja él Magyarországon. Az örmény botanikus, Armen Tahtadzsjan külön családként kezelte a csoportot.

## Hazai faj
A nemzetség egyik Magyarországon is őshonos faja a vízitök (Nuphar lutea). Olykor a tavirózsa vagy a sárga tavirózsa elnevezés is előfordul. Nem védett.
A Hévízi-tóban lila színű tavirózsák élnek. Tudományos besorolásuk Nymphaea lotus var. thermalis. 1789. évi rendszertani besorolásuk Kitaibel Pálnak köszönhető.

### Élőhelye
Tavakban, holtágakban fordul elő.

### Jellemzők
- A levelek a víz felszínén úsznak, oválisak, válluk hegyesszögben mélyen bevágott.
- A virág sárga színű, nektárlevelekké alakult szirmokra és majdnem kerekded csészére különül, ez utóbbiak a feltűnőbbek, kívül zöldek, a belsejük sárga. Virágzás június-augusztusban.

Szaporítható a "töktermés"-ben lévő magok vízbe szórásával, illetve víz alól kihúzott gyökérdarabokkal is.

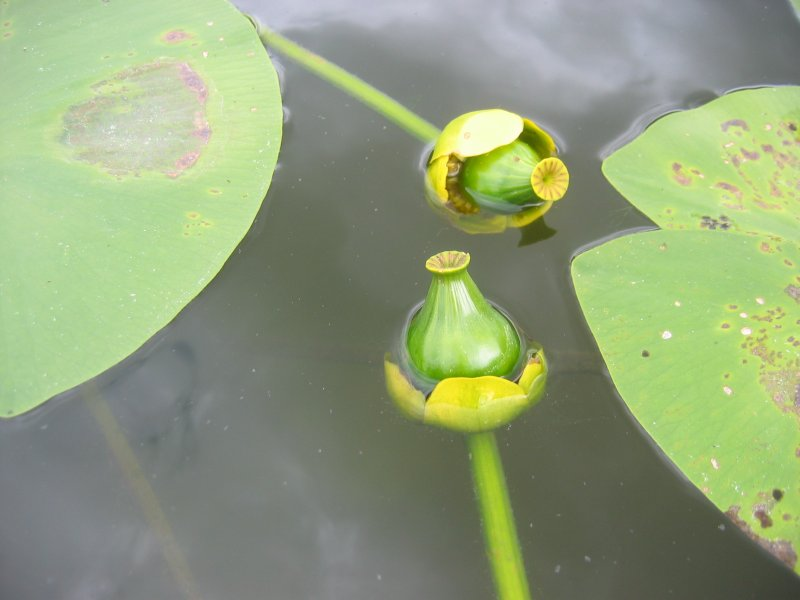
Félérett termések
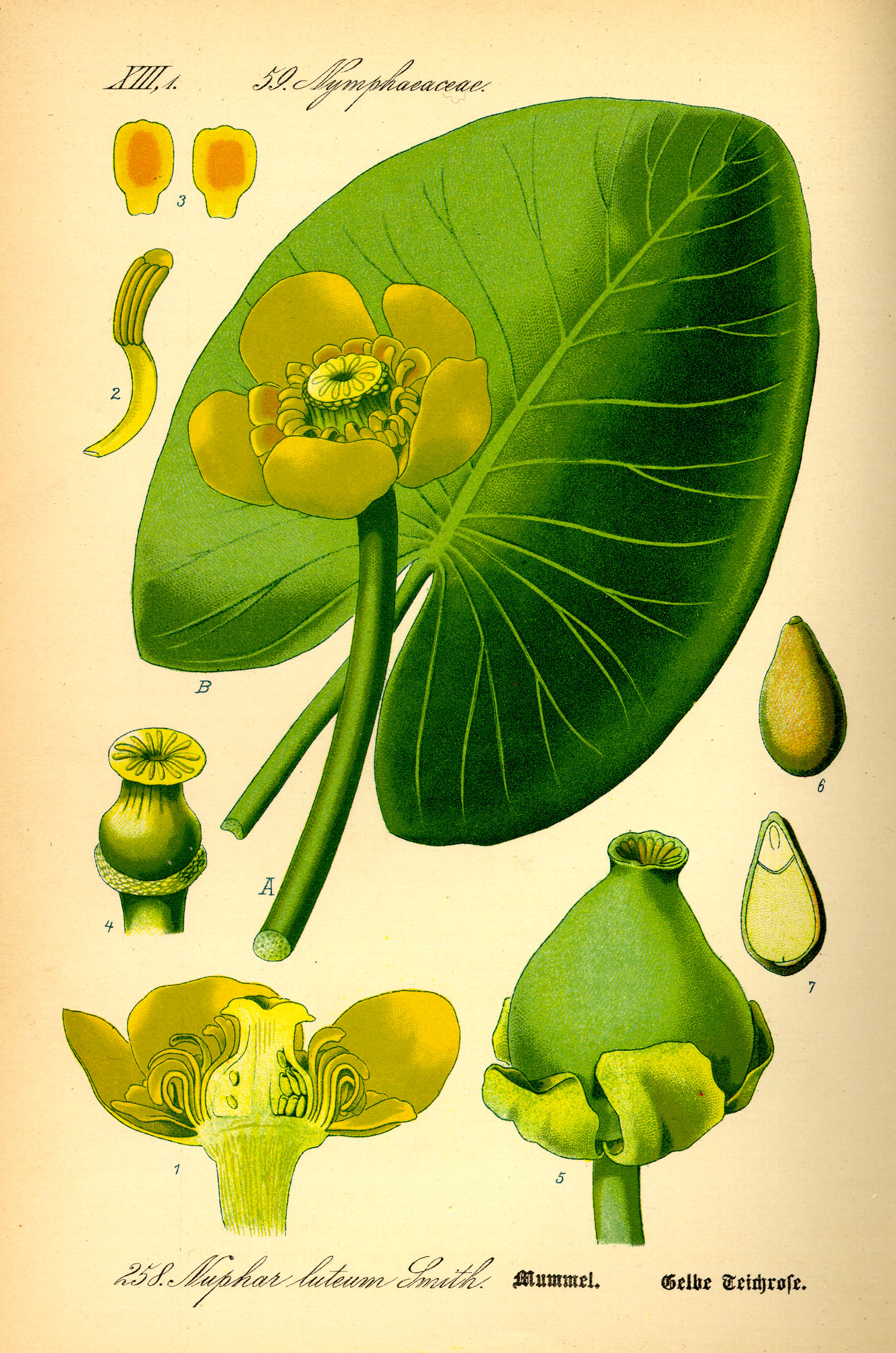
Vízitök (N. lutea)

## További fajok

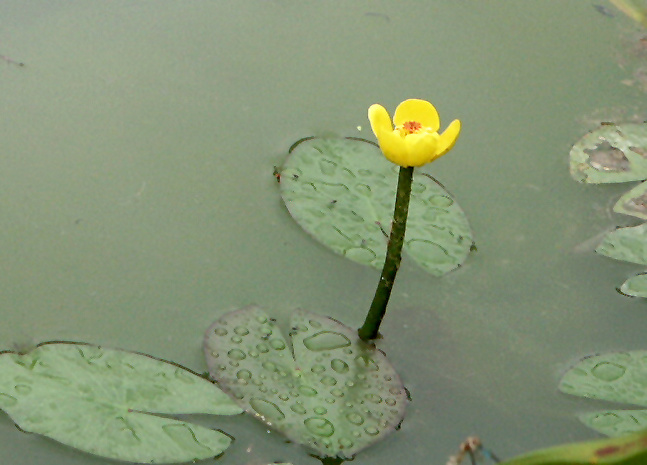
Nuphar shimadai – endemikus faj, Tajvan